# Васильев, Александр Александрович (историк)
Алекса́ндр Алекса́ндрович Васи́льев (англ. Alexander Vasiliev; 22 сентября (4 октября) 1867, Санкт-Петербург — 30 мая 1953, Фредериксберг, Виргиния) — русский востоковед, арабист, византинист, член Императорского православного палестинского общества.

## Биография
Александр Александрович Васильев родился в 1867 году в городе Санкт-Петербурге. Отец: Александр Степанович, командир Санкт-Петербургской крепостной команды, подполковник, умер в 1880 году в Санкт-Петербурге. Мать: Ольга Александровна (урождённая Челпанова), скончалась в 1912 году. Также имел младшего брата Владимира Васильева, ставшего известным гидротехником.
После окончания 1-й классической гимназии в 1887 году поступил в Петербургскую консерваторию по классу теории и композиции и на отделение истории арабского Востока Санкт-Петербургского университета. Через год оставил консерваторию (но с музыкой не расставался и уже в США был известен как талантливый пианист), целиком сосредоточившись на занятиях историей.
В 1892 году окончил историко-филологический факультет Санкт-Петербургского университета. Его преподаватель арабского, барон В. Р. Розен рекомендует Васильеву заняться византинистикой и рекомендует обратиться к академику В. Г. Васильевскому. Это и определило дальнейший род занятий. С 1892 по 1897 год преподавал древние языки в Первой гимназии. С 1897 по 1900 годах находился в качестве стипендиата историко-филологического факультета в заграничной командировке в Париже. В 1901 году Васильев защитил магистерскую диссертацию на тему «Политическое отношение Византии и арабов за время аморийской династии».
В 1902 году Васильев занимается изучением рукописей Агафия. Для этого он вместе с Н. Я. Марром предпринимает весной путешествие на Синай, в монастырь Святой Екатерины, а затем направляется во Флоренцию, где проводит в работе несколько месяцев. В этом же году он защищает докторскую диссертацию на тему «Политическое отношение Византии и арабов за время македонской династии (867—959)». С 1904 по 1912 год — профессор Юрьевского университета по кафедре всеобщей истории.
В 1912—1922 годах он был профессором и деканом словесно-исторического отделения Петербургского (затем — Петроградского) Женского педагогического института. С того же 1912 года по 1925 год А. А. Васильев был профессором Санкт-Петербургского университета. Кроме того, А. Васильев работал в Российской академии истории материальной культуры (РАИМК), где с 1919 году занимал должность заведующего разрядом раннехристианской и византийской археологии и искусства. В 1920—1921 годах он был председателем РАИМК. С 1923 года Васильев — член-корреспондент РАН.
В 1925 году выехал в заграничную командировку сначала в Берлин, потом в Париж и далее в США. 2 июня 1935 года решением Президиума его исключают из АН СССР. После того как 1 июля 1928 года было признано окончательным сроком его командировки, он принял решение не возвращаться.
С 1925 по 1938 год — профессор Висконсинского университета. В 1934 году он был избран членом Югославской Академии наук. В последующие годы А. А. Васильев был также президентом Археологического института имени Н. П. Кондакова в Праге (с 1935 по 1951 годы), членом Американской Академии Средневековья, председателем Международной Ассоциации византинистов (англ. International Association of Byzantine Studies).

## Основатель американской византологии

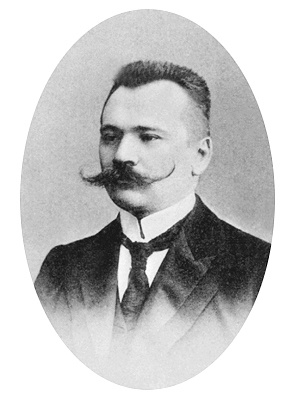
Александр Васильев

Приглашение преподавать в Висконсинском университете Александр Васильев получил от М. И. Ростовцева, другого историка-эмигранта, работавшего до этого в университете. Длительное время Васильев ведёт переписку с Академией Наук в России, отправляя им просьбы продлить его командировку в США, поскольку не хотел терять связь с родиной. Стал родоначальником византологии в США. В 1920-х годах в США было собрано некоторое количество памятников культуры Византии, Васильев находит их в Филадельфийском музее, интересуется коллекцией папирусов в Анн-Арборе. Благодаря накоплению памятников, в 1940 году при Гарвардском университете в Думбартон-Оксе был открыт центр изучения культуры и истории Византии. С 1941 году центр выпускает собственную периодику «Dumbarton Oaks Papers», где публикуются статьи не только по византийской тематике, но и на тему поздней античности и раннего средневековья. В это время византинистики как научной отрасли в США ещё не было и Васильев в первый год жизни в Америке переводит свою книгу «История Византии», которая длительное время используется в американских учебных заведениях как учебник.
Под его руководством в университете пять человек защитили диссертацию по византиноведению, в их числе Питер Харанис, будущий профессор истории. В 1934 году выступал в Софии с докладом о Трапезундской империи и был награждён орденом от болгарского царя. С 1944 по 1948 год Васильев (после отставки из университета) занимает должность старшего исследователя в центре византинистики в Думбартон Оксе, с 1949 по 1953 — старший исследователь там же.
На Византийском конгрессе в Салониках в 1953 году был избран почётным президентом конгресса.
Похоронен Васильев в Фредериксберге, Виргиния.
22 марта 1990 года посмертно восстановлен в звании члена-корреспондента АН СССР.

## Сочинения А. А. Васильева

### На русском языке
- Арабский синаксарь о болгарском походе императора Никифора I // Новый сборник статей по славяноведению, составленный и изданный учениками В. И. Ламанского. — СПб., 1905. — С. 361—362.
- Византийская империя. — [Т. 1:] До Крестов. походов / Александр Васильев. — М.: Алгоритм, 2012. — 431 с. — (Величайш. империи человечества).
- Византийско-арабские отношения в царствование императора Михаила III, (842—867) // Журнал Министерства народного просвещения. — 1899. — Т. CCCXXIV. — С. 1—55.
- Византия и арабы. — [Т. 1:] Политические отношения Византии и арабов за время Аморийской династии. — СПб., 1900. — 407 с.
- Византия и арабы. — [Т. 2:] Политические отношения Византии и арабов за время Македонской династии… (867—959 г.) — СПб., 1902. — 555 с.
- Византия и крестоносцы; Падение Византии / Александр Васильев. — М.: Ломоносовъ, 2014. — 249 с. — (История. География. Этнография).
- Вопрос о славянском происхождении Юстиниана // Византийский временник. — 1894. — Т. 1. — С. 469—492.
- Время жизни Романа Сладкопевца // Византийский временник. — 1901. — Т. VIII. — С. 435—478.
- Готы в Крыму // Изв. / Рос. Акад. истории материал. культуры. — 1921. — Т. I. — С. 247—344; 1927. — Т. V. — С. 179—282.
- Житие Филарета Милостивого // Изв. / Рус. археол. ин-та в Константинополе. — 1900. — Т. 5. — С. 49—86.
- Житие Филарета Милостивого. — Одесса: тип. «Экон», 1900. — 38 с.
- Житие св. Григентия, епископа Омиритского // Византийский временник. — 1907. — Т. XIV. — С. 23—67.
- Заметки о некоторых греческих рукописях житий святых на Синае // Византийский временник. — 1907. — Т. XIV. — С. 276—333.
- История Византии. — [Т. 1:] От основания Константинополя до эпохи Крестовых походов, 324—1081 годы. — М.: Ломоносовъ, 2016. — 313 с. — (История. География. Этнография).
  - [2-е изд.] — М.: Ломоносовъ, 2018. — 313 с.
- История Византийской империи. — [Т. 1:] Время до Крестов. походов, (до 1081 г.) / Вступ. ст., примеч., науч. ред., пер. с англ. А. Г. Грушевого. — СПб.: Алетейя, 1998. — 490, [22] с. — (Визант. б-ка. Исследования). — ISBN 5-89329-071-1
  - [2-е изд.] — СПб.: Алетейя, 2014. — 490, [22] с.
- История Византийской империи. — [Т. 2:] От нач. Крестов. походов до падения Константинополя / Вступ. ст., примеч., науч. ред., пер. с англ. А. Г. Грушевого. — СПб.: Алетейя, 1998. — 583 с. — (Визант. б-ка. Исследования). — ISBN 5-89329-072-5
  - [2-е изд.] — СПб.: Алетейя, Ист. кн., 2013. — 583 с.
- Карл Великий и Харун-ар-Рашид // Византийский временник. — 1913. — Т. XX, 1. — С. 63—116.
- Ласкарь Канан, византийский путешественник XV века по Северной Европе и в Исландию // Сборник Харьковского историко-филологического общества в честь профессора В. П. Бузескула. — Х., 1914. — С. 397—402.
- Лекции по истории Византии. Том 1-й: Время до эпохи крестовых походов (до 1081 года). — Пг: 1917. — VIII, 355 с.
- Мавсолей как одно из чудес мира у Агапия Манбиджского // Христ. Восток. — 1913. — Т. II. — С. 152—154.
- О греческих церковных песнопениях // Византийский временник. — 1896. — Т. III. — С. 582—633.
- Передача Андреем Палеологом своих прав на Византию французскому королю Карлу VIII // Сборник в честь Н. Кареева. — Петроград, 1914. — С. 273—279.
- Поездка на Синай в 1902 году. — СПб., 1904.
- Проблема средневекового Крыма // Нов. Восток. — 1923. — Т. III. — С. 378—386.
- Происхождение императора Василия Македонянина // Византийский временник. — 1906. — Т. XII. — С. 148—165.
- Путешествие византийского императора Мануила Палеолога по Западной Европе // Журнал Министерства народного просвещения. — 1912. — Т. XXXIX. — С. 41—78, 260—304.
- 50-летний юбилей Мельбурнского университета // Журнал Министерства народного просвещения. — 1907. — Т. 8. — С. 29—46.
- Слава Византийской империи. — М.: Алгоритм, 2013. — 415 с. — (Величайшие империи человечества).
- Славяне в Греции // Византийский временник. — 1898. — Т. 5. — С. 404—438, 626—670.

### На английском языке
- The Struggle [of Byzantium] with the Saracens (867-1057) // The Cambridge Medieval History,. — 1923. — Vol. IV. — P. 138—150.
- Byzantine Studies in Russia, Past and Present // The American Historical Review. — 1927. — Vol. 32, № 3. — P. 539—545.
- History of the Byzantine Empire. — Madison, 1928—1929. — Vol. 1—2.
- History of the Byzantine Empire: Vol. 1, 324-1453. — 2. — Madison: The University of Wisconsin Press, 1952. — 383 с. — ISBN 978-0299809256. — ISBN 0299809250.
- Hugh Capet of France and Byzantium // Dumbarton Oaks Papers. — 1951. — Vol. 6. — P. 227—251.
- Imperial Porphyry Sarcophagi in Constantinople // Dumbarton Oaks Papers. — 1948. — Vol. 4. — P. 1—26.
- Justin the First. An introduction to the Epoch of Justinian the Great. — Cambridge: Harvard University Press, 1950. — 439 p.
- Mesarites as a Source // Speculum. — 1938. — Vol. 13, № 2. — P. 180—182.
- The Foundation of the Empire of Trebizond (1204—1222) // Speculum. — 1936. — Vol. 11, № 1. — P. 3—37.
- The Goths in the Crimea. — Cambridge: The Academy, 1936. — 292 p.
- The Historical Significance of the Mosaic of Saint Demetrius at Sassoferrato // Dumbarton Oaks Papers. — 1950. — Vol. 5. — P. 29—39.
- The Iconoclastic Edict of the Caliph Yazid II, A. D. 721 // Dumbarton Oaks Papers. — 1956. — Vol. 9/10. — P. 23—47.
- The Monument of Porphyrius in the Hippodrome at Constantinople // Dumbarton Oaks Papers. — 1948. — Vol. 4. — P. 27—49.
- The Russian Attack on Constantinople in 860. — Cambridge: The Mediaeval Academy of America, 1946. — 245 p.
- The Second Russian Attack on Constantinople // Dumbarton Oaks Papers. — 1951. — Vol. 6. — P. 162—225.
- Was Old Russia a Vassal State of Byzantium? // Speculum. — 1932. — Vol. 7, № 3. — P. 350—360.

### На французском языке
- «Histoire universelle d’Agapius, évêque de Menbidj» («Patrologie orientale», П., 1910—1912)
- La guerre de Cent Ans et Jeanne d'Arc dans la tradition byzantine. (фр.) // Byzantion. — 1926. — Vol. vol. III. — P. 241—250.